# Занданов, Дамба Гуржапович
Дамба Гуржапович Занданов ― российский бурятский оперный певец, Заслуженный артист Бурятии, Заслуженный артист Российской Федерации, солист Бурятского академического театра оперы и балета имени Цыдынжапова..

## Биография
Родился в 1960 году в улусе Усть-Дунгуй Кяхтинского района Бурятской АССР.
После средней школы учился в Улан-Удэнском музыкальном училище имени П. И. Чайковского. Во время учёбы был призван в ряды Советской Армии, и, отслужив, вернулся в Бурятию и окончил училище. После этого сразу поступил в Горьковскую государственную консерваторию (с 1990 года Нижегородская государственная консерватория имени М. И. Глинки). Там учился в классе Народного артиста Российской Федерации, лауреата международного конкурса им. П. И. Чайковского, профессора А. С. Правилова.
Окончив консерваторию в 1989 году, Дамба Занданов работал несколько месяцев солистом филармонии и в 1990 году был принят солистом в Бурятский театр оперы и балета имени Гомбожапа Цыдынжапова. Молодой певец замечательно вписался в звёздную, в то время, теноровую группу театра. Дебютом на сцене театра стала партия Понга в опере Джакомо Пуччини «Турандот». В 1994 году Занданов уже исполнил партию Ленского в опере П. И. Чайковского «Евгений Онегин».
Постепенно в его репертуар вошли партии Владимира Игоревича в «Князе Игоре» Бородина, Водемона в «Иоланте» Чайковского, Герцога в опере «Риголетто» Верди, Альмавивы в «Севильском цирюльнике» Россини, Альфреда в «Травиате» Верди, Пинкертона в опере «Чио-Чио-Сан» Пуччини, Грицько в «Сорочинской ярмарке» Мусоргского и другие.

## Награды и звания
- Заслуженный артист Российской Федерации
- Заслуженный артист Бурятии
- Лауреат и обладатель Гран-при международного конкурса теноров имени народного артиста Монголии Хайдава (1998)
- Дипломант международного конкурса вокалистов-теноров имени народного артиста СССР Давида Андгуладзе (1996)
- Лауреат I республиканского конкурса вокалистов имени Народного артиста РСФСР Бадмы Балдакова (1994)
- Лауреат конкурса вокалистов имени Народного артиста СССР Лхасарана Линховоина (1994)[3]

## Репертуар
- Ленский («Евгений Онегин» П. Чайковского);
- Альмерик, Водемон («Иоланта» П. Чайковского);
- Владимир Игоревич, Овлур («Князь Игорь» А. Бородина);
- Герцог ("Риголетто Д. Верди);
- Альфред, Гастон («Травиата» Д. Верди);
- Граф Альмавива («Севильский цирюльник» Д. Россини);
- Пинкертон («Чио-Чио-сан» Д. Пуччини);
- Понг («Турандот» Д. Пуччини);
- Далаша («Энхэ-Булат батор» М. Фролова);
- Найдан («Yулэн заяа» Нацагдоржа);
- Эрнесто («Дон Паскуале» Г. Доницетти);
- Эрик («Летучий голландец» Р. Вагнера);
- Радамес («Аида» Д. Верди)